# 1966 рік у науковій фантастиці
1966 рік у науковій фантастиці ознаменувався цілою низкою подій.

## Вперше видані науково-фантастичні книги[1]

### Вперше опубліковані романи
1. Джек Венс «Блакитний світ» (англ. «The Blue World»)* (США)[2].
2. Віталій Мелентьєв[ru] «Блакитні люди Рожевої землі» (рос. «Голубые люди Розовой земли») (Російська РФСР)[3].
3. Мак Рейнольдс «Божою силою[it]» (англ. «Of Godlike Power»)[4]
4. Філіп Хосе Фармер «Брама часу[en]» (англ. «The Gate of Time») (США)[5].
5. Філіп Хосе Фармер «Брами творіння[en]» (англ. «The Gates of Creation») (США)[6].
6. Семюел Ділейні «Вавилон-17» (англ. «Babel-17»),  (США)[7].
7. Джон Браннер «Ваша власна планета» (англ. «A Planet of Your Own»)  (Англія)[8].
8. Томас Пінчон «Виголошується лот 49» (англ. «The Crying of Lot 49») (США)[9].
9. Джеймс Шміц «Відьми Карреса[en]» (англ. «The Witches of Karres»,  (США)[10].
10. Кіт Ломер «Війна Ретифа» (англ. « Retief's War»)  з циклу про Джейма Ретифа[en] (США)[11].
11. Б. Р. Брюсс[fr] «Війна роботів» (фр. «La guerre des robots») (Франція)[12].
12. П'єр Барбе[fr] «Вовчі печери» (фр. «Les cavernicoles de Wolf») (Франція)[13].
13. Роджер Желязни «Володар снів» (англ. «The Dream Master»)*,  (США)[14].
14. Аврам Дейвідсон «Ворог мого ворога» англ. «The Enemy of My Enemy,  (США)[15]
15. Мак Рейнольдс «Гладіатор часу» (англ. «Time Gladiator»)*[16].
16. Геннадій Гор «Глиняний папуас» (рос. «Глиняный папуас») (Російська РФСР)[17].
17. Розел Джордж Браун «Ґалактична Сибіл Сью Блакитна» (англ. «Galactic Sibyl Sue Blue») (США)[18].
18. Едмунд Купер[en] «День дурнів» (англ. «All Fools' Day») (Англія)[19].
19. Уго Малагуті «Дива сатани» (італ. «Satana dei Miracoli») (Італія)[20].
20. Пол Андерсон «Енсін Флендрі[en]» (англ. «Ensign Flandry») з циклу про Домініка Флендрі[en], (США)[21]
21. Артур Селлінз «Ефект квай» (англ. «The Quy EffectTitle) (Англія)[22].
22. Деніел Ф. Ґелує «Загублене сприйняття» (англ. «The Lost Perception») (США)[23].
23. Френк Герберт «Зелений мозок[en]» (англ. «The Green Brain») ,  (США)[24].
24. Розел Джордж Браун та Кіт Ломер «Земна кров[en]» (англ. «Earthblood») (США)[25].
25. Семюел Ділейні «Імперська зірка[en]» (англ. «Empire Star»), [26].
26. Герберт Цирґібель «Інший світ» (нім. «Die andere Welt») (НДР)[27].
27. Кіт Ломер «Катастрофічна планета» (англ. «Catastrophe Planet») (США)[28].
28. Деніел Кіз «Квіти для Елджернона» (англ. «Flowers for Algernon»),  (США)[29].
29. Веркор та Поль Сильва-Коронель (фр. Paul Silva-Coronel) «Квота, або Прибічники достатку» (фр. «Quota ou les Plethoriens») (Франція)[30] (рос.)
30. Джон Барт «Козлоюнак Джайлз, або переглянутий новий розклад занять[en]» (англ. «Giles Goat-Boy or, The Revised New Syllabus») (США)[31].
31. Денніс Фелзем Джоунз «Колос» (англ. «Colossus»)  (Англія)[32]
32. Мак Рейнольдс «Космічний піонер» (англ. «Space Pioneer»)*[33]
33. Сержіу Феркешан[ro] «Кохання в 41042-му році» (рум. «O iubire din anul 41.042») (Румунія)[34].
34. Джеймс Баллард «Кристалічний світ» (англ. «The Crystal World») (Англія)[35]
35. Януш Зайдель «Лаланд 21185» (пол. «Lalande 21185») (Польща)[36]
36. Кінґслі Ейміс «Ліга об'єднаних проти смерті[en]» (англ. «The Anti-Death League») (Англія)[37].
37. Френк Герберт «Мета — порожнеча[en]» (англ. «Destination: Void»),  (США)[38].
38. Джек Венс «Мізки Землі[en]» (англ. «The Brains of Earth») (США)[39].
39. Джейн Ґаскелл[en] «Місто» (англ. «The City»),  (США)[40].
40. Роберт Гайнлайн «Місяць — суворий господар» (англ. «The Moon Is a Harsh Mistress»),  (США)[41].
41. Дейвід Ґай Комптон «Мовчазна більшість» (англ. «The Silent Multitude») (Англія)[42]
42. Єремей Парнов та Михайло Ємцев «Море Дірака» (рос. «Море Дирака») (Російська РФСР)[43].
43. Сакьо Комацу «На межі нескінченного потоку» (яп. «果しなき流れの果に») (Японія)[44]
44. Філіп Хосе Фармер «Ніч світла[en]» (англ. «Night of Light») (США)[45].
45. Роберт Шеклі «Обмін розумів» (англ. «Mindswap»)*,  (США)[46].
46. Френк Герберт «Очі Гайзенберґа[en]» (англ. «The Eyes of Heisenberg»),  (США)[47].
47. Джек Венс «Очі надсвіту» (англ. «The Eyes of the Overworld») (США)[48].
48. Петроній Гай Аматуні «Парадокс Глібова» (рос. «Парадокс Глебова») (Російська РФСР)[49].
49. Андре Нортон «Перемога на Янусі» (англ. «Victory on Janus») (США)[50].
50. Фред Гойл «Перше жовтня запізнюється» (англ. «October the First Is Too Late»)  (Англія)[51].
51. Урсула Ле Ґуїн «Планета вигнання» (англ. «Planet of Exile», 1966),  (США)[52]
52. Мак Рейнольдс «Планета світанковиків» (англ. «Dawnman Planet»)*[53]
53. Джеймс Вайт «Погляд знизу[en]» (англ. «The Watch Below»)*,  (Північна Ірландія)[54].
54. Джон Браннер «Постановки часу[en]» (англ. «The Productions of Time»)*  (Англія)[55].
55. Вільям Ф. Темпл[en] «Постріл по Місяцю» (англ. «Shoot at the Moon»)* (США)[56].
56. Гаррі Гаррісон «Посуньтесь, посуньтесь» (англ. «Make Room! Make Room!») [57]
57. Аврам Дейвідсон «Правління Кар-чі» (англ. «The Kar-Chee Reign»),  (США)[58]
58. Дейвід Ґай Комптон «Прощавай, благословіння Землі» (англ. «Farewell, Earth's Bliss») (Англія)[59]
59. Брати Стругацькі «Равлик на схилі» (рос. «Улитка на склоне») (Російська РФСР)
60. Лестер дель Рей «Ракета з нескінченності» (англ. «Rocket from Infinity»)* (США)[60].
61. Б. Р. Брюсс[fr] «Розріджена істота» (фр. «La créature éparse») (Франція)[61]
62. Урсула Ле Ґуїн «Світ Роканнона» (англ. «Rocannon's World»),  (США)[62]
63. Олоф Йоганнесон «Сага про великий комп'ютер» (швед. «Sagan om den Stora Datamaskinen») (Швеція)[63].
64. Ларрі Нівен «Світ птаввів» (англ. «World of Ptavvs», 1966)*,  (США)[64]
65. Кеннет Балмер[en] «Світи, що готові здатися» (англ. «Worlds for the Taking») (Англія)[65].
66. Нормен Спінред «Соляріанці» (англ. «The Solarians»),  (США)[66].
67. Георгій Мартинов «Спіраль часу[ru]» (рос. «Спираль времени») (Російська РФСР)[67].
68. Кіт Ломер «Спостерігачі» (англ. «The Monitors») (США)[68].
69. Ллойд Біґґл-молодший «Спостерігачі темряви» (англ. «Watchers of the Dark»)  (США)[69].
70. Кейт Вільгельм «Справа «Ніколи більше»» (англ. «The Nevermore Affair»)* (США)[70].
71. Фредерик Пол „Епоха нерішучості“ (англ. «The Age of the Pussyfoot»))  (США)[71]
72. Едгар Пенборн „Суд Єви“ (англ. «The Judgment of Eve») (США)[72]
73. Аврам Дейвідсон „Сутичка зоряних королів“ (англ. «Clash of Star-Kings»),  (США)[73]
74. Джон Норман „Тарнсмен Гора“ (англ. «Tarnsman of Gor»),  (США)[74]
75. Філіп К. Дік „А тепер зачекайте до минулого року“ (англ. «Now Wait for Last Year»),  (США)[75].
76. Джанні Родарі „Торт у небі[it]“ (італ. «La torta in cielo») (Італія)
77. Філіп К. Дік „Тріщина у космосі“ (англ. «The Crack in the Space»)*,  (США)[76].
78. Лестер дель Рей та Пол В. Фейрмен[en] „Тунель крізь час[en]“ (англ. «Tunnel Through Time»)* (США)[77].
79. Філіп Хосе Фармер „У свої зруйновані тіла поверніться“ (англ. «To Your Scattered Bodies Go») (США)[78].
80. Айзек Азімов „Фантастична подорож“ (англ. «Fantastic Voyage») (США)[79].
81. Кіт Робертс „Фурії“ (англ. «The Furies») (Англія)[80]
82. Ґертруда Фрідберґ „Хлопчик, що обертається“ (англ. «The Revolving Boy») (США)[81].
83. Роджер Желязни „Цей безсмертний[en]“ (англ. «This Immortal»)*,  (США)[82].
84. Б. Р. Брюсс[fr] „Чорний простір“ (фр. «L'espace noir») (Франція)[83]
85. Отто Базіль „Якби фюрер знав!“ (нім. «Wenn das der Führer wüßte!») (Австрія)[84].
86. Роджер Желязни „Цей безсмертний[en]“ (англ. «This Immortal»)*,  (США)[82].

### Вперше видані авторські збірки творів короткої та середньої форми
1. Пол Андерсон „Біди скорботи“ (англ. «The Trouble Twisters»)  (США)[85].
2. Геннадій Гор „Блукач Ларвеф“ (рос. «Скиталец Ларвеф») (Російська РФСР)[86].
3. Ігор Росоховатський „Виток історії“ (рос. «Виток истории») (Українська РСР)[87].
4. Геннадій Гор „Глиняний папуас“ (рос. «Глиняный папуас») (Російська РФСР)[88].
5. Володимир Колін „Друге майбутнє[ro]“ (рум. «Viitorul al doilea») (Румунія)[89]
6. Рей Бредбері „К означає космос[en]“ (англ. «S Is for Space») (США)[90].
7. Жерар Клайн „Кам'яна пісня“ (фр. «Un chant de pierre») (Франція)[91]
8. Діно Буццаті „Коломбр та 50 інших історій[it]“ (італ. «Il Colombre e altri cinquanta racconti») (Італія)[92]
9. Джеймс Баллард „Неможлива людина та інші історії[en]“ (англ. «The Impossible Man and other Stories») (Англія)[93].
10. Роберт Гайнлайн „Світи Роберта Гайнлайна“ (англ. «The Worlds of Robert A. Heinlein»)  (США)[94].
11. Ілля Варшавський „Сонце сідає в Дономазі“ (рос. «Солнце заходит в Дономаге») (Російська РФСР)[95].
12. Станіслав Лем „Рятуймо космос та інші оповідання“ (пол. «Opowieści o pilocie Pirxie») (Польща)[96][97].
13. Мішель Трембле „Казки для відсталих випивох[fr]“ (фр. «Contes pour buveurs attardés») (Квебек, Канада)[98][99].

#### Вперше видані авторські збірки пов'язаних творів короткої та середньої форми
1. Кіт Ломер „Згинач часу“ (англ. «The Time Bender») (США)[100].
2. Фріц Лайбер „Ніч вовка“) (США)[101]
3. Пол Андерсон „Хранителі часу“ (англ. «Guardians of Time»)  (США)[102].

### Вперше опубліковані повісті
1. Майкл Муркок „Ось людина“ (англ. «Behold the Man»)  (Англія)

### Вперше видані колективні антології
1. „Аналог 4“ (англ. «Analog 4») (США) за редакцією Джон Вуд Кемпбелла-молодшого[103].
2. „Дивні таблички“ (англ. «New Writings in SF 8») (Англія) за редакцією Роджера Елвуда[en] та Сем Московиця[104].
3. „Найкраща наукова фантастика світу: 1966[en]“ (англ. «World's Best Science Fiction: 1966») (США) за редакцією Дональда Е. Воллгайма та Террі Карра[en][105].
4. „Нове написане в НФ 7[en]“ (англ. «New Writings in SF 7») (Англія) за редакцією Едварда Джона Карнелла[en][106].
5. „Нове написане в НФ 8[en]“ (англ. «New Writings in SF 8») (Англія) за редакцією Едварда Джона Карнелла[en][107].
6. „Нове написане в НФ 9[en]“ (англ. «New Writings in SF 9») (Англія) за редакцією Едварда Джона Карнелла[en][108].
7. „Оповідання премії «Неб'юла» 1965[en]“ (англ. «Nebula Award Stories 1965») (США, видано в Англії) за редакцією Деймон Найта[109].
8. „Орбіта 1[en]“ (англ. «Orbit 1») (США) за редакцією Деймона Найта[110].
9. „Спектрум V: п'ята антологія наукової фантастики“ (англ. «Spectrum V: a fifth science fiction anthology») (Англія) за редакцією Кінґслі Ейміса та Роберта Конквеста[111].
10. „Фантастичні історії завтрашнього дня“ (англ. « Histoires fantastiques de demain») (Франція) за редакцією Алена Дорем'є[fr][112].[113].

#### Критичні роботи на фантастичні теми

##### Критичні роботи про життя та творчість письменників фантастів
1. Роберт М. Ґрінфельд (англ. James Raymond Dow) „Märchen“ Германа Гессе: дослідження джерел, тем та значення „Märchena“ Гессе та інших фентезійних творів» (англ. «Hermann Hesse's Marchen: A Study of Sources, Themes and Importance of Hesse's Marchen and Other Works of Fantasy»)[114].
2. Джеймс Дж. Ґрін (англ. James J. Greene) «Томас Мор та традиція Мора» (англ. «Thomas More and the More tradition») (США)[115].

##### Критичні роботи про теми, сюжети та історію розвитку фантастики
1. Вільям Ґордон Браунін (англ. William Gordon Browning) «Антиутопічна белетристика: визначення та стандарти оцінки» (англ. «Anti-Utopian Fiction: Definition and Standards for Evaluation») (США)[116][117][118].
2. Ігнатіус Фредерік Кларк[en] «Голоси, які віщують війну, 1763-1984» (англ. «Voices Prophesying War, 1763-1984»)  (Велика Британія)[119].
3. Роберт Кендолл Додж (англ. Edward R. Kellett, Jr.) «Соціальна критика у науковій фантастиці» (англ. «Social Criticism in Science Fiction») (США)[120].

## Науково-фантастичні фільми, що вперше з'явилися на екранах

### Повнометражні науково-фантастичні фільми, що вперше з'явилися на екранах
1. «451 градус за Фаренгейтом» (англ. «Fahrenheit 451»)  (Велика Британія, США, Франція), фільм-антиутопія французького режисера Франсуа Трюффо за сценарієм Жан-Луї Рішара та Франсуа Трюффо на основі однойменного роману Рея Бредбері. Прем'єра фільму відбулася 16 вересня[121].
2. «Вторгнення» (англ. «Invasion»)  (Велика Британія) режисера Елана Бріджеса сценарієм Роджера Маршалла[en] основі сюжету Роберта Холмса[en]. Прем'єра фільму відбулася у жовтні 1965 року[122][123].
3. «Другі» (англ. «Seconds») (США), фантастична драма режисера Джона Франкенгаймера за сценарієм Льюїса Джона Карліно[en] на основі однойменного роману 1963-го року Дейвіда Ілая[de][124] . Прем'єра фільму відбулася 14 листопада у Бразилії.
4. «Кіборг 2087 року[en]» (англ. «Cyborg 2087»)  (США), зпродюсований Ірлом Лайоном, режисера Френкліна Едреона[en] за сценарієм Артура К. Пірса[en] на основі оповідання Джерома Біксбі[en] та Отто Клемента[125]. Прем'єра фільму відбулася у жовтні.
5. «Фантастична подорож» (англ. «Fantastic Voyage»)  (США), зпродюсований Солом Дейвідом[en], режисера Річарда Флайшера[en] за сценарієм Гаррі Кляйнера[en] та Дейвіда Дункана[en] на основі оповідання Джерома Біксбі[en] та Отто Клемента[126] . Прем'єра фільму відбулася 23 вересня в Японії.
6. «Чуже обличчя[en]» (яп. «他人の顔» (Танін но као)) (Японія), фільм режисера Хіроші Тешіґахара[en] за сценарієм Кобо Абе на основі його ж однойменного роману 1964-го року[127]. Прем'єра фільму відбулася 15 липня у Японії.

## Науково-фантастичні телесеріали, що вперше з'явилися на телеекранах
1. «Бетмен» (англ. «Batman») — (США) спродюсований Вільямом Дозьє та Лоренцо Семплом-молодшим[en], режисерів Мардж Блейк[en], Адама Веста, Берта Ворда[en], Ніла Гемілтона[en], Алана Нап'є[en] та Стеффорда Реппа[en] за сценарієм Чарльза Гоффмена[en], Стенлі Ральфа Росса[en], Лоренцо Семпла-молодшого[en] та Стенфорда Шермена[en] на основі однойменної серії коміксів Боба Кейна та Білла Фінґера[128].

## Проведені науково-фантастичні конвенції
1. 24-а всесвітня конвенція наукової фантастики[en], 1 — 5 вересня, Шератон-Клівленд ((англ.)), (Клівленд, округ Каягога, Огайо, США).

## Вручені премії фантастики
1. «Премія Г'юґо» (англ. «Hugo Award») (міжнародна) у номінаціях:
- «найкраще оповідання»
- «найкращу коротку повість»
- «найкращу повість»
- «найкращий роман»
- Найкращий професійний журнал[en]
- Найкращому письменнику-аматору
- Найкращому професійному художнику
- Найкращому митцю-аматору[en]

2. «Неб'юла» (англ. «Nebula Award») (США) у номінаціях:
- «найкраще оповідання» — перше вручення.
- «найкращу коротку повість» — перше вручення.
- «найкращу повість» — перше вручення.
- «найкращий роман» — перше вручення.

3. Меморіальна премія імені Едварда Е. Сміта «Небесний жайворонок» (США) за внесок до жанру — Фредерик Пол — перше вручення.
4. Премія «Фенікс» (США) за внесок до жанру — Дейвід Г'юлен.
5. «Премія Британської науково-фантастичної асоціації» (англ. «British Science Fiction Association Award, BSFA Award») (Велика Британія) Джон Браннер

## Цього року померли
1. 10 січня у Потсдамі (земля Бранденбург) Герман Казак (нім. Hermann Kasack), письменник, відомий зокрема своїми науково-фантастичними творами, (1896–1966), (Німеччина, ФРН), на 70-му році життя[130][131].
2. 2 березня у Сан-Франциско (штат Каліфорнія) Роджер Філліп Грем (англ. Roger Phillip Graham) (1909—1966), письменник-фантаст (США), у віці 57 років[132][133].
3. 10 квітня у Комб Флорі[en] (графство Сомерсет) Івлін Во (англ. Evelyn Arthur St. John Waugh)(1903–1966), письменник, зокрема відомий своїми науково-фантастичними творами (Англія), на 63-му році життя[134][135].
4. 1 червня у місті Гейстінгз, Східний Сассекс, Англія (Велика Британія) Пітер Джордж (англ. Peter George) (1924–1966), письменник-фантаст, (Вельс, Велика Британія), у віці 42 роки[136][137].
5. 6 серпня у Балтиморі (штат Меріленд) Пол Майрон Ентоні Лайнбаржер (англ. Paul Myron Anthony Linebarger) (1909—1966), письменник-фантаст, (США), у віці 57 років[138][139].

## Цього року народилися
1. 28 лютого у місті Брайтон, Східний Сассекс, Англія (Велика Британія) Філіп Рів (англ. Philip Reeve), письменник-фантаст (Англія, Велика Британія)[140][141].
2. 13 березня у місті Баррі, Долина Гламорган, Вельс (Велика Британія) Елестер Рейнольдс (англ. Alastair Reynolds), письменник-фантаст (Вельс, Велика Британія)[142][143].

## Цього року дебютували у науковій фантастиці[144]
1. Денніс Фелзем Джоунз (Англія, Велика Британія) (1947—2018) з романом «Колос» (англ. «Colossus») [145][146]
2. Ґарднер Дозуа (США) (1947–2018) з оповіданням «Порожня людина» (англ. «The Empty Man»)[147][148].
3. Вітторіо Куртоні (Італія) (1949—2011) з оповіданням «Танцюй, вмирай!» (англ. «Danzate, morituri!»)[149].
4. Джон Норман (США) (1931 —) з романом «Тарнсмен Гора» (англ. «Tarnsman of Gor»), [150].
5. Пітер Тейт[de] (Вельс, Велика Британія) (1940 —) з оповіданням «Посмертні люди» (англ. «The Post-Mortem People»)[151][152].